# Benelli M3 Super 90
Le Benelli M3 (Super 90) est un fusil de combat rapproché semi-automatique débrayable italien, conçu et fabriqué par l'entreprise Benelli Armi SpA.

## Présentation

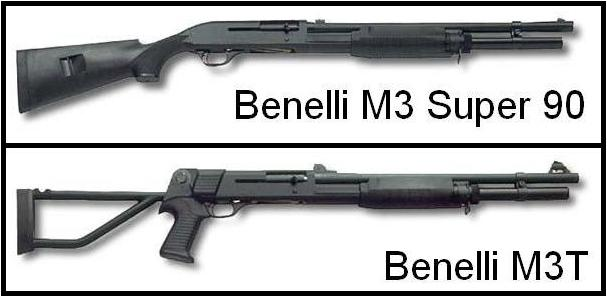
Les 2 versions police du Benelli M3.

Le Benelli M3 Super 90 tire un maximum de huit coups. Il est notablement connu pour permettre à l'utilisateur le choix du mode semi-automatique ou fusil à pompe (pump action). Il est fiable et polyvalent, et est apprécié à la fois par la police et par les sportifs civils.
Ses versions airsoft (souvent dotées de la crosse du Benelli M4) sont vendues en France sous le nom trompeur de « Franchi SAS 12 ». En effet cette appellation correspond à la version américaine du Franchi PA8.[réf. nécessaire]

## Dans la culture populaire
- Le M3 apparaît dans de nombreux jeux vidéo dont Mirror's Edge, Killing Floor, la série Counter Strike, Tom Clancy's Rainbow Six: Vegas, Tom Clancy's Rainbow Six: Vegas 2, Tom Clancy's Rainbow Six: Siege et Resident Evil 3.
- Au cinéma, il est visible de RoboCop 2 jusqu'à Prometheus en passant par Guet-apens (Alec Baldwin l'utilisant alors que Steve McQueen était armé d'un High Standard 8113 dans la version  de 1972 de Sam Peckinpah), Heat, L'Effaceur ou encore Alex Cross.
- Il apparaît dans les films d'animation Asobi ni Iku yo! ou Biohazard 4D Executer ou les séries télévisées The Unit : Commando d'élite, Jericho et Alias.